# José Silveira de Sousa
José Silveira de Sousa (1791 – Desterro, 22 de fevereiro de 1871) foi um militar e político brasileiro.
Foi deputado à Assembleia Legislativa Provincial de Santa Catarina na 1ª legislatura (1835 — 1837), como suplente convocado, e na 2ª legislatura (1838 — 1839).